# Corgatha costinotalis
Corgatha costinotalis är en fjärilsart som beskrevs av Moore 1867. Corgatha costinotalis ingår i släktet Corgatha och familjen nattflyn. Inga underarter finns listade i Catalogue of Life.